# Touit batavicus
La cotorrita sietecolores (Touit batavicus), también denominada periquito sietecolores y perico de siete colores, es una especie de ave psitaciforme de la familia Psittacidae que vive en el norte de Sudamérica.

## Descripción
La cotorrita sietecolores mide unos 14 cm de largo. Como su propio nombre indica es un ave multicolor. Tiene la espalda negruzca y las alas negras con una ancha franja amarilla con bordes azules y verdes. Su cabeza es de color verde manzana con el píleo y el pico amarillos, también es amarilla la nuca y la parte posterior de cuello pero con los bordes de las plumas negros. Su cola es de color violeta con las puntas negras. Su pecho y vientre son de color verde claro mientras que la parte inferior de las alas es azulada. Ambos sexos tienen apariencia similar.

## Distribución y hábitat
Se encuentra en Colombia, la Guayana francesa, Guyana, Surinam, Trinidad y Tobago y Venezuela.
Sus hábitats naturales son las selvas húmedas tropicales situadas hasta los 1700 metros de altitud.